# Conjecture de Bateman-Horn
En mathématiques, et plus précisément en théorie des nombres, la conjecture de Bateman-Horn (due à Paul T. Bateman et Roger A. Horn) est une vaste généralisation de conjectures telles que la conjecture de Hardy et Littlewood sur la densité des nombres premiers jumeaux ou leur conjecture sur les nombres premiers de la forme n2 + 1 ; c'est aussi un renforcement de l'hypothèse H de Schinzel.

## Énoncé
La conjecture prédit un équivalent asymptotique du nombre des entiers positifs en lesquels un ensemble donné de polynômes ont tous des valeurs premières. L'ensemble des m polynômes irréductibles distincts à coefficients entiers f1, …, fm est tel que le produit f de tous les polynômes fi possède la propriété de Bunyakovsky : aucun nombre premier p ne divise f(n) pour chaque entier positif n.  
Si P(x) est le nombre d'entiers positifs inférieurs à x tel que tous les polynômes ont pour valeur un nombre premier, alors la conjecture est
{\displaystyle P(x)\sim {\frac {C}{D}}\int _{2}^{x}{\frac {{\rm {d}}t}{(\log t)^{m}}}},
où C est le produit indexé par les nombres premiers p
{\displaystyle C=\prod _{p}{\frac {1-N(p)/p}{(1-1/p)^{m}}}}
N(p) étant le nombre de solutions mod p de {\displaystyle f(n)\equiv 0{\pmod {p}}} où f est le produit des polynômes fi, et D est le produit des degrés des polynômes.
Souvent, cette conjecture suppose que les polynômes fi ont le coefficient du terme de plus haut degré positif. C'est une condition non nécessaire si l'on permet les nombres premiers négatifs (ce qui est raisonnable si l'on essaye de formuler la conjecture au-delà du cas classique des nombres entiers), mais en même temps, il est facile de remplacer les polynômes par leurs opposés si nécessaire pour se ramener au cas où les coefficients dominants sont positifs. 
La propriété de Bunyakovsky implique 
{\displaystyle N(p)<p}
pour tous les nombres premiers p, donc chaque facteur dans le produit infini C est strictement positif. Intuitivement, on peut alors espérer que la constante C soit elle-même strictement positive, et avec un certain travail, ceci peut être démontré (mais ce travail est nécessaire, car un produit infini de nombres strictement positifs peut très bien être nul).

## Exemples
Si le système est formé de l'unique polynôme f1(x) = x, les valeurs de n qui conviennent sont tout simplement les nombres premiers, et la conjecture se réduit au théorème des nombres premiers.
Si le système est formé des deux polynômes f1(x) = x et f2(x) = x + 2, les n pour lesquels f1(n) et f2(n) sont premiers correspondent aux nombres premiers jumeaux. La conjecture de Bateman–Horn se réduit dans ce cas à la conjecture de Hardy-Littlewood affirmant que la densité des nombres premiers jumeaux est
{\displaystyle \pi _{2}(x)\sim 2\prod _{p\geq 3}{\frac {p(p-2)}{(p-1)^{2}}}{\frac {x}{(\log x)^{2}}}\approx 1{,}32{\frac {x}{(\log x)^{2}}}}.